# Slag van de Hoornburg

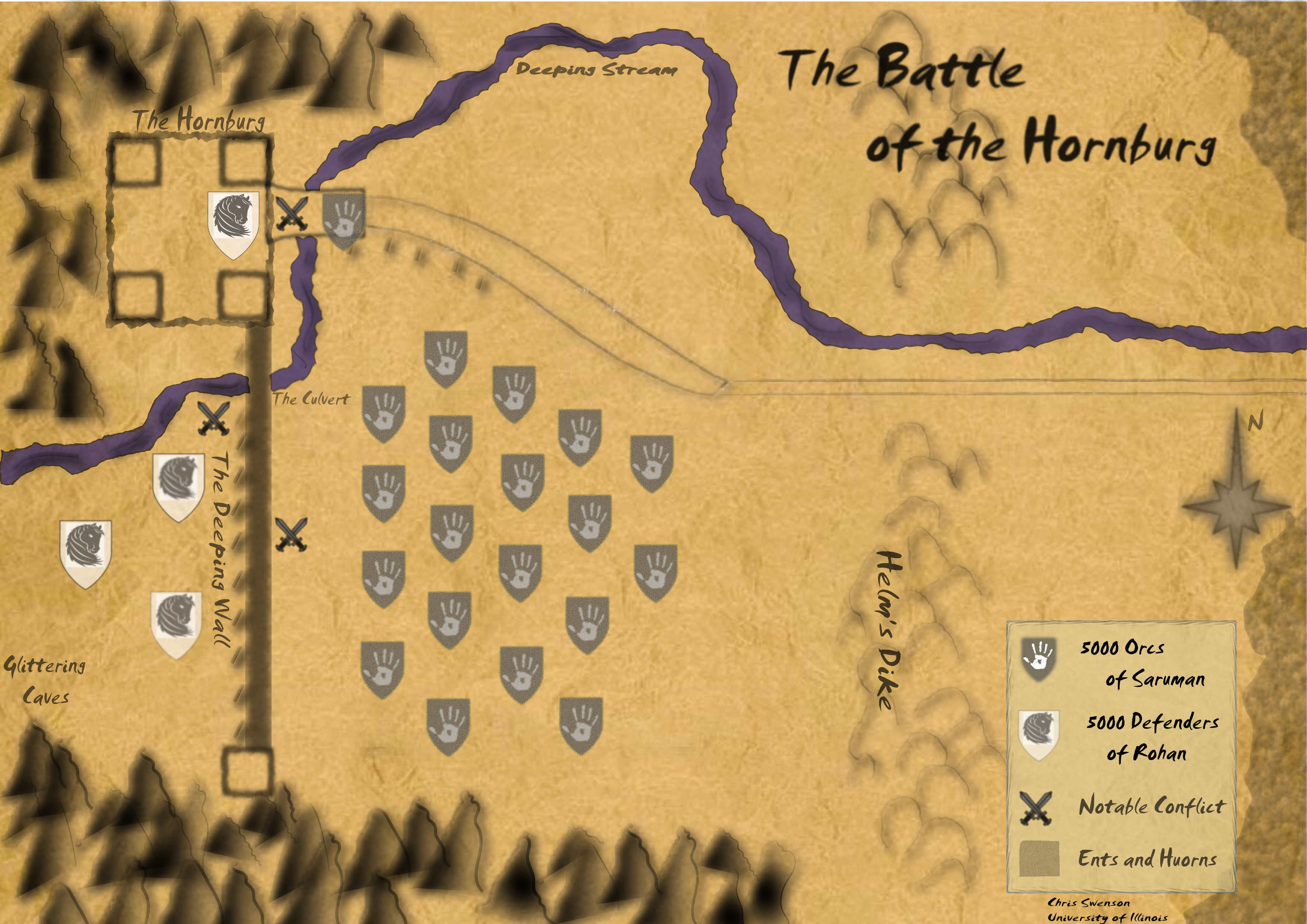
Opstelling van de Rohirrim en Uruk-hai bij het begin van de slag.

De Slag van de Hoornburg (sic) is een fictieve gebeurtenis in de werken van J.R.R. Tolkien.
In het jaar 3019 van de Derde Era, tijdens de oorlog om de Ring reed Koning Théoden naar Helmsdiepte Erkenbrand te hulp, nadat hij de inwoners van Edoras naar Dunharg had gestuurd. Een groot deel van de bewoners van Westfold had zich teruggetrokken in de grotten van Helmsdiepte en Erkenbrands troepen stonden op het punt belegerd te worden door Sarumans leger van Uruk-hai en Donkerlanders. Toen Théoden arriveerde, waren Sarumans troepen reeds gearriveerd en hadden ze Erkenbrands manschappen uiteengedreven en een bres in de Dijk geslagen. Van Erkenbrand zelf had niemand iets vernomen en zijn troepen waren verslagen en uiteen gedreven,
Théoden besloot zich tot de Hoornburg terug te trekken. Sarumans troepen begonnen aanvallen op de muren. Terwijl de aanvallers met ladders de muur probeerden te trotseren lukte het een kleine groep Orks om via de duiker achter de muur te komen. Ze werden teruggedreven door Rohirrim aangevoerd door Aragorn, Éomer, Gimli en Gamling. Ze versperden de duiker om verdere aanvallen te voorkomen. Terwijl de aanval op de muren doorgingen probeerden andere troepen via de oprit de Helmspoort te bereiken en te vernietigen. Uiteindelijk slaagden Sarumans troepen erin een bres te slaan in de Dieptemuur. De Rohirrim hielden maar ternauwernood stand.
Bij het aanbreken van de dageraad werd ook Helmspoort vernietigd. Toen besloot Théoden zich niet langer te verschuilen en leidde de Ruiters in een charge terwijl de grote hoorn van Helm geblazen werd. Op dat punt kwam Gandalf te hulp, die Erkenbrand gevonden had. Erkenbrand leidde duizend mannen van Westfold te voet. De Donkerlanders gaven zich over maar de Uruk-hai vluchtten. In de vallei bevonden zich toen Huorns uit Fangorn. De Uruk-hai hadden geen keuze dan door dit bos te vluchten en geen enkele Uruk-hai kwam levend uit de schaduw van het bos.

## Afloop
De Rohirrim zetten de Donkerlanders aan het werk om de schade aan de Dieptemuur en Helmsdijk te herstellen waarna ze vrij zouden zijn om huiswaarts te keren op de voorwaarde dat ze alle vijandelijkheden zouden staken. Op het veld voor de Hoornburg richtten de Ruiters twee grote grafheuvels op voor hun gesneuvelden. In de schaduw van de Hoornburg werd Háma, kapitein van de wacht van de koning, begraven.

## Verschillen tussen het boek en de film
- In de film vallen uitsluitend Uruk-hai de Hoornburg aan. De Donkerlanders voeren eerder wel plunderingen uit in Rohan maar nemen niet, zoals in de boeken, deel aan deze slag.
- In de film worden de Rohirrim, ook voor de lezer van de boeken, geheel onverwachts versterkt door een contingent elfen uit Lothlórien onder leiding van Haldir.
- In de film keert Éomer als banneling terug met een leger ruiters, hier is in het boek echter geen sprake van; hier vecht Éomer vanaf het begin van de slag mee aan de kant van Théoden.
- In de boeken komt Háma, de kapitein van Théodens wacht, om voor de poorten van de Hoornburg. In de film sneuvelt hij al eerder, als de Rohirrim door Sarumans wargrijders worden overvallen.
- De Huorns uit Fangorn komen in de film alleen in extended version voor, niet in de bioscoopversie.